# Francisco Javier Tomás Puchol
Francisco Javier Tomás Puchol (Castelló de la Plana, 1 de desembre de 1963) és un polític valencià, alcalde de l'Alcora i diputat a les Corts Valencianes en la VI Legislatura.

## Trajectòria política
Es diplomà en graduat social i treballà a Bancaixa. Militant del Partit Popular (PP), a les eleccions municipals espanyoles de 1995 i 1999 fou escollit alcalde de l'Alcora, el segon cop amb majoria absoluta. A les eleccions municipals espanyoles de 2003 va perdre l'alcaldia i passà a l'oposició. Alhora fou elegit diputat a les eleccions a les Corts Valencianes de 2003 per la província de Castelló.
El 15 de novembre de 2005, al·legant el balafiament i que el PP no «atallava la corrupció» deixà el PP i passà al Grup Mixt insistint que el seu pas «obeeix a determinats casos de presumpta corrupció que no poden ser ignorats» Tomás Puchol es passà a les files de Coalició Valenciana, cosa que va fer que tingués representació a les Corts Valencianes a través d'ell mateix, i ostentà el càrrec de portaveu del grup parlamentari mixt durant la legislatura. L'abril de 2008 fou expulsat de Coalició Valenciana a causa d'haver desistit unilateralment del procediment de pensions dels ex-diputats.
El 2018 va ser condemnat a 8 anys de presó per abusar sexualment de dos menors.